# Formello
Formello est une commune italienne d'environ 13 150 habitants, située dans la ville métropolitaine de Rome Capitale, dans la région Latium, en Italie centrale.
Sur son territoire se trouvait la ville étrusque de Véies.

## Histoire
Dans le territoire communal des traces de l'époque préhistorique sont attestées: Valle Cancella, Terre di Bettona, Prato la Corte. À l'époque antique, la zone fit partie du territoire de la ville étrusque de Véies, qui se sitait dans le territoire communal actuel:  il en reste aujourd'hui des témoignages de la longue période de domination étrusque avec de nombreux objets étrusques, tombes et un alphabet de Formello, grâce à un vase qui est un document précieux pour la connaissance de l'alphabet étrusque archaïque.
Après la conquête romaine de Véies en 396 av. J.-C., le territoire se dépeupla, jusqu'à la fin du VIIe siècle, quand fut fondée le domusculta Capracorum dans la localité actuelle de Sainta Cornelia, pour s'opposa à l'expansion territoriale de l'abbaye de Farfa, de fondation lombarde. Le lieu diminua en importance après les invasions sarrasines au IXe siècle.
Parmi les terres agricoles il y avait un fundus Formellum, où s'est développé un quartier résidentiel, qui a hérité de la fonction de centre du territoire de la domusculta Capracorum. À partir du XIe siècle la ville entre en possession du monastère de la Basilique Saint-Paul-hors-les-Murs et c'est probablement à cette époque le village était fortifié. Formello se développa, mais plus lentement que d'autres villes avec des origines semblables, probablement à cause de la distance de la Via Cassia, qui passe près de la rivière Crémère.
En 1279, Formello fut rattachée en fief à la famille Orsini. En 1544, la communauté a obtenu une charte qui régit les relations administratives avec les seigneurs féodaux. En 1661, la famille Orsini vend le fief à la famille Chigi.

## Monuments et patrimoine

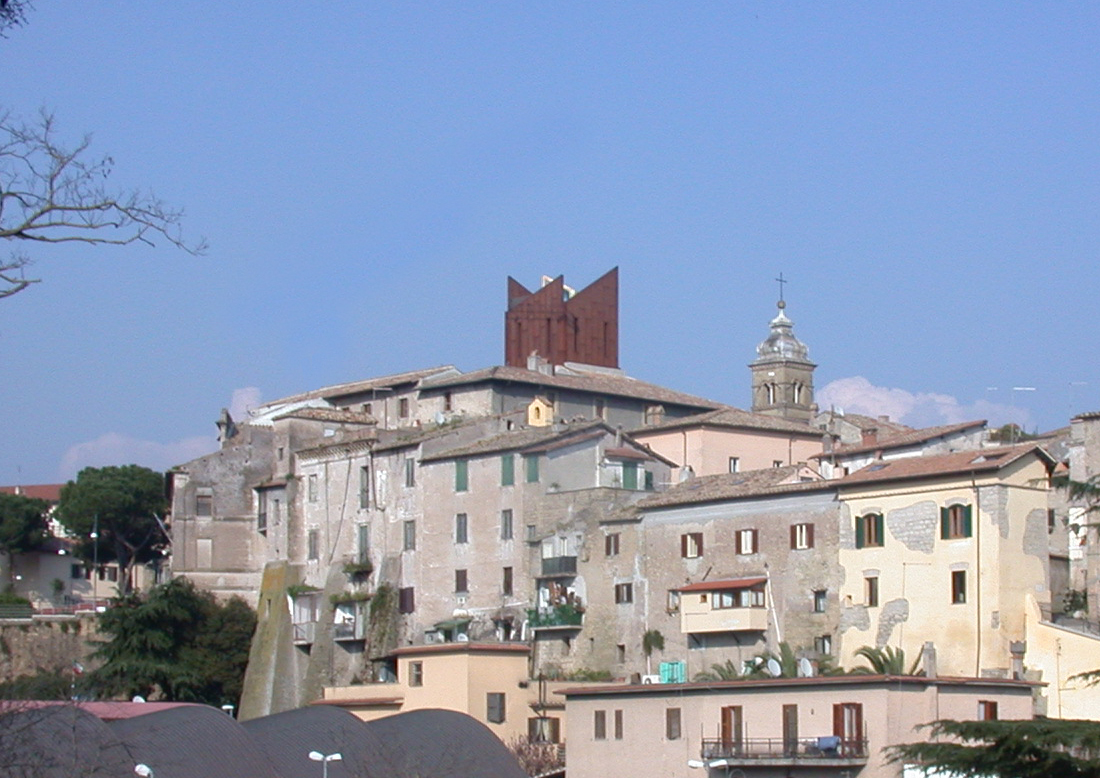
Panorama de Formello, avec le clocher de l'église de San Lorenzo.
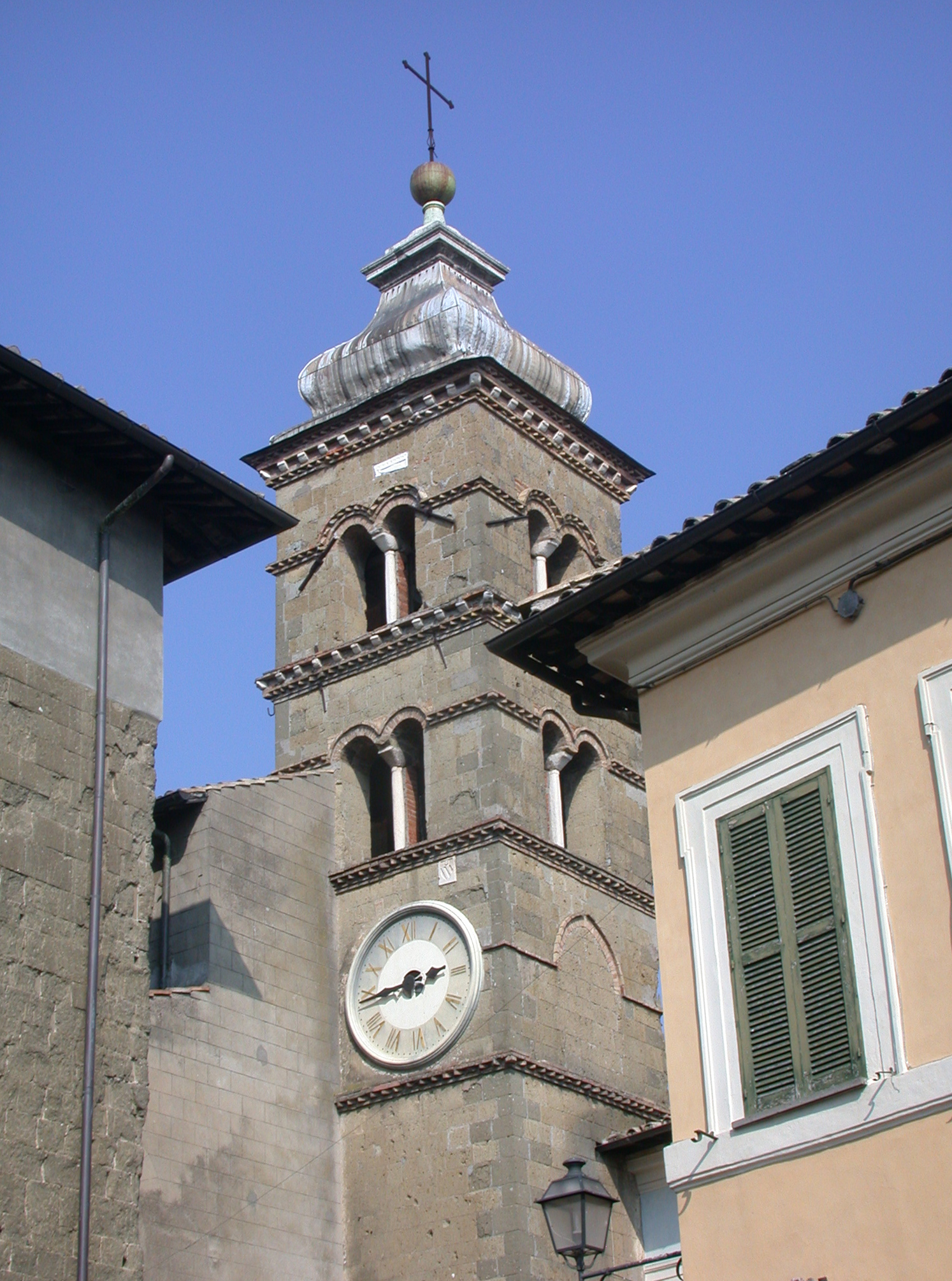
Formello, place San Lorenzo, clocher de l'église San Lorenzo.
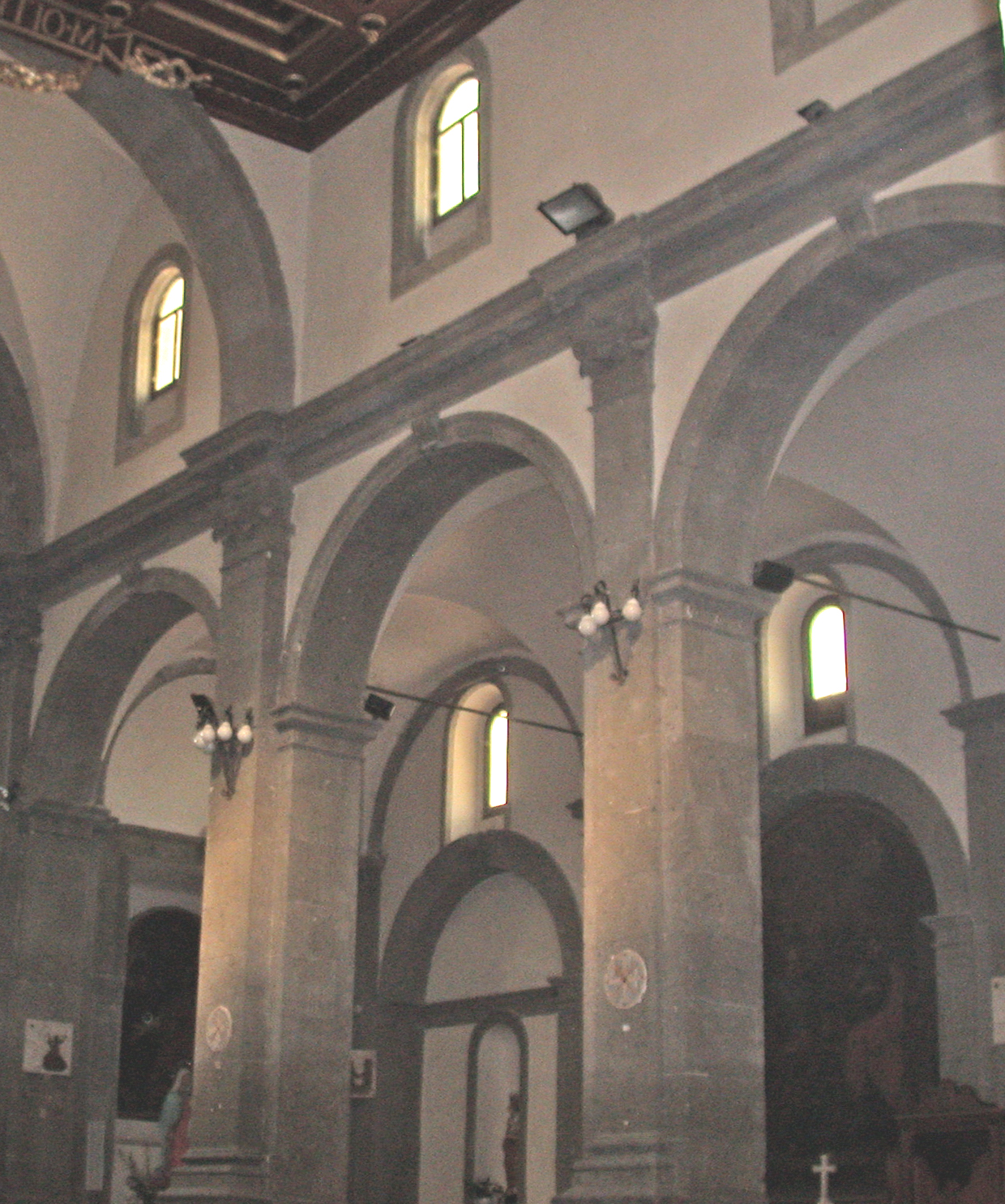
Église San Lorenzo (intérieur).
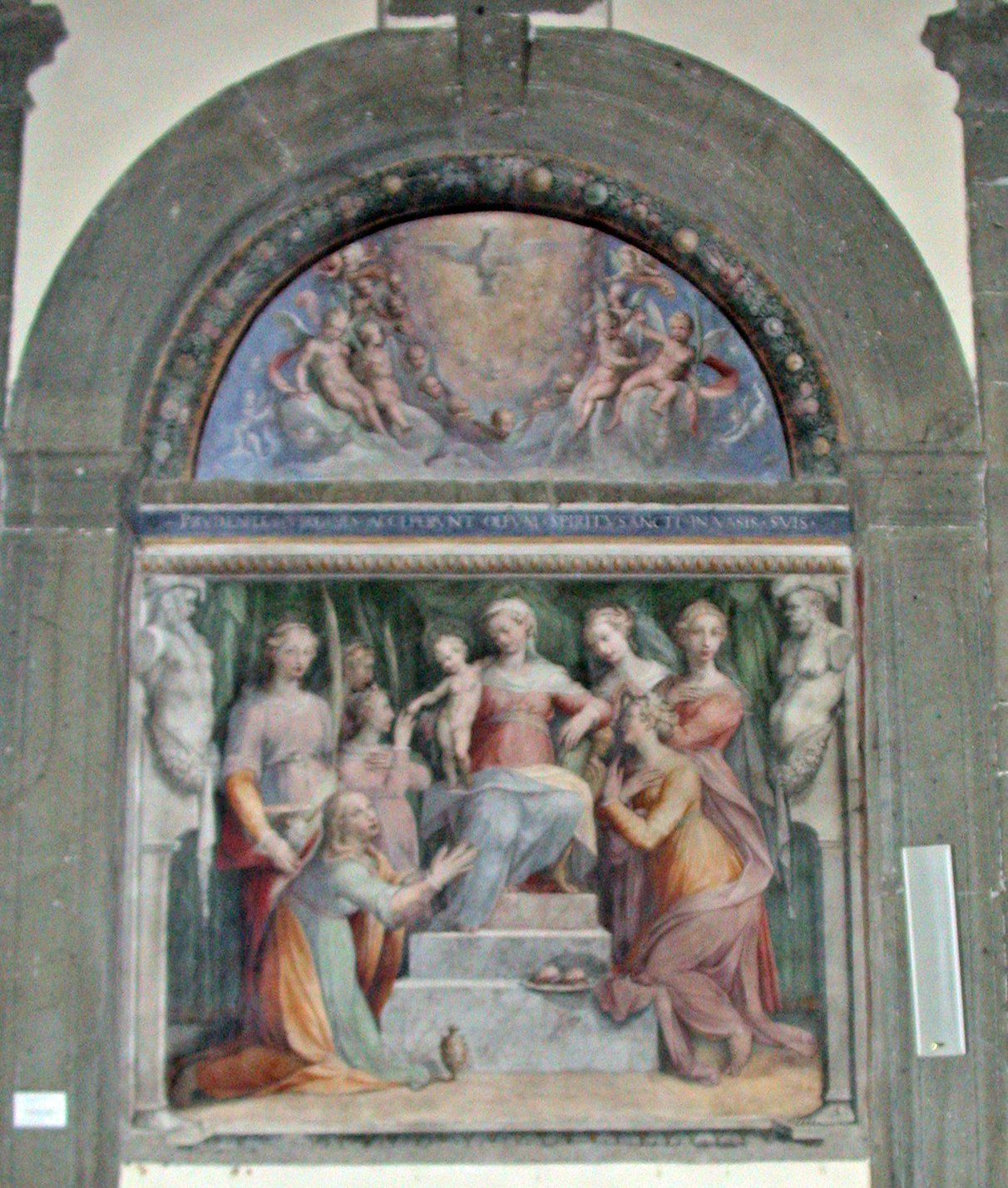
Fresque de Dominique Palmieri dans la nef gauche de l'église de San Lorenzo (1570).
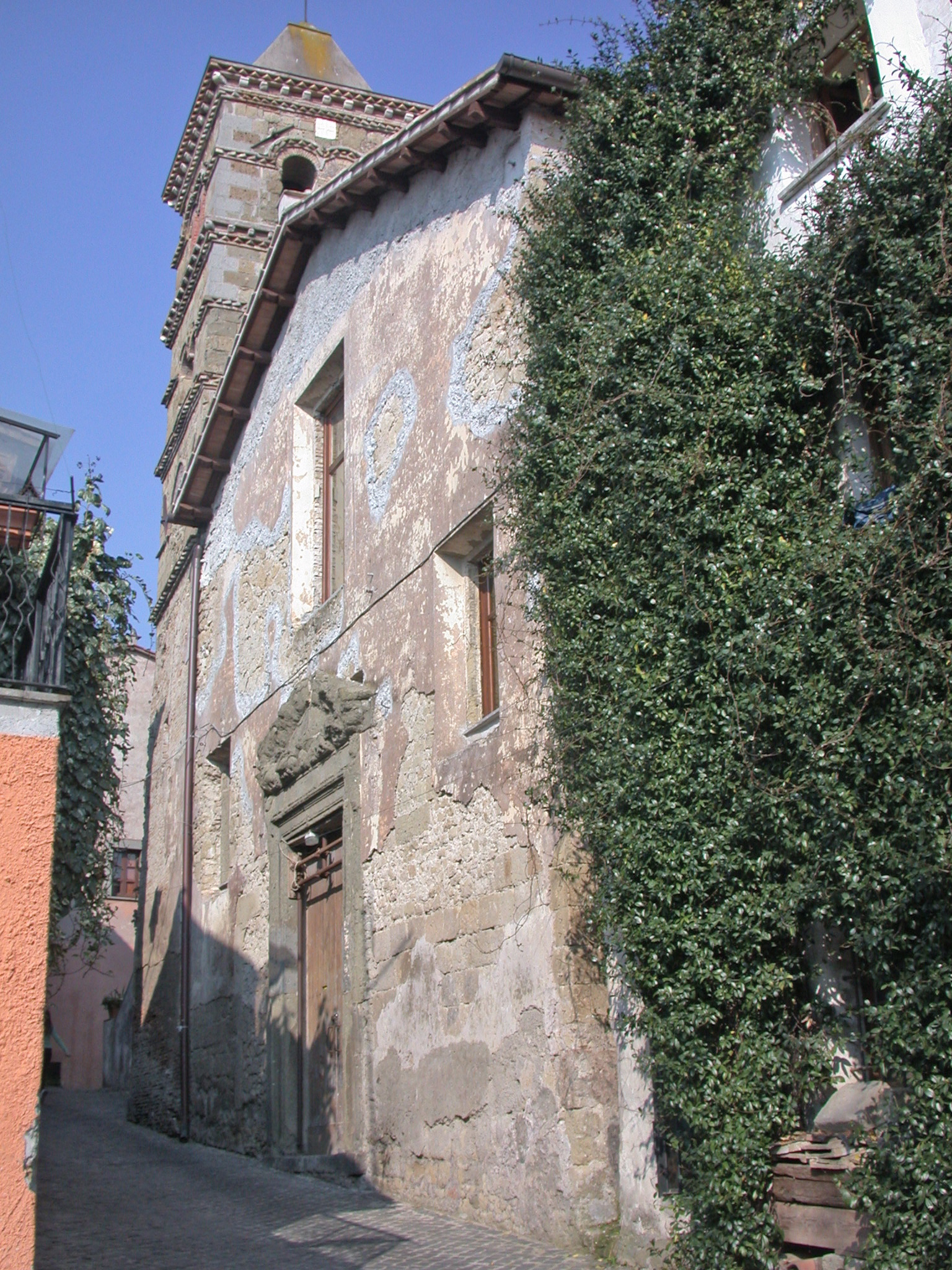
Façade de l'église de San Michele Arcangelo depuis la rue du 20 septembre.
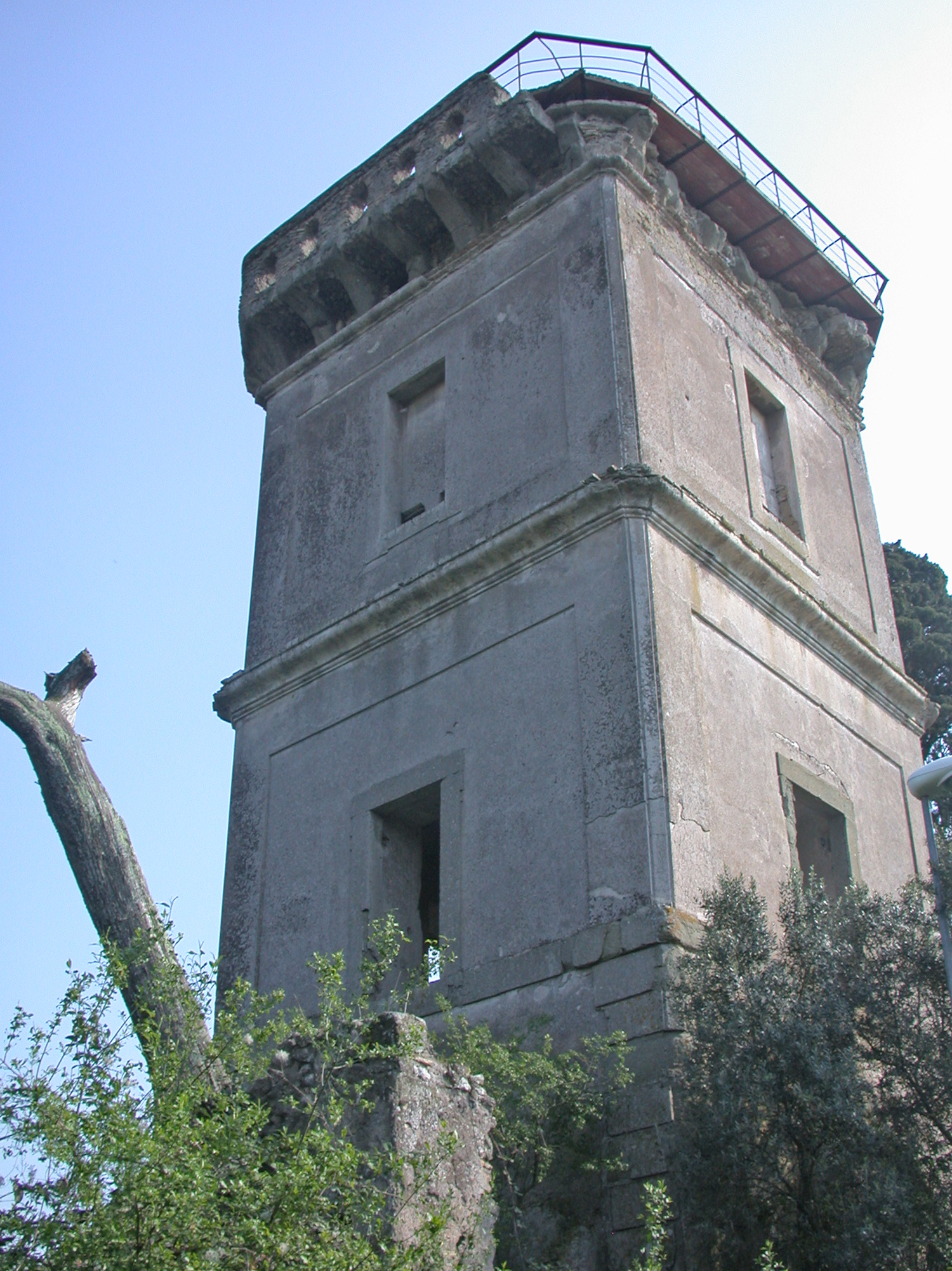
"Torre Colombaia", ce qui reste de la construction près de la villa Chigi-Versaglia.
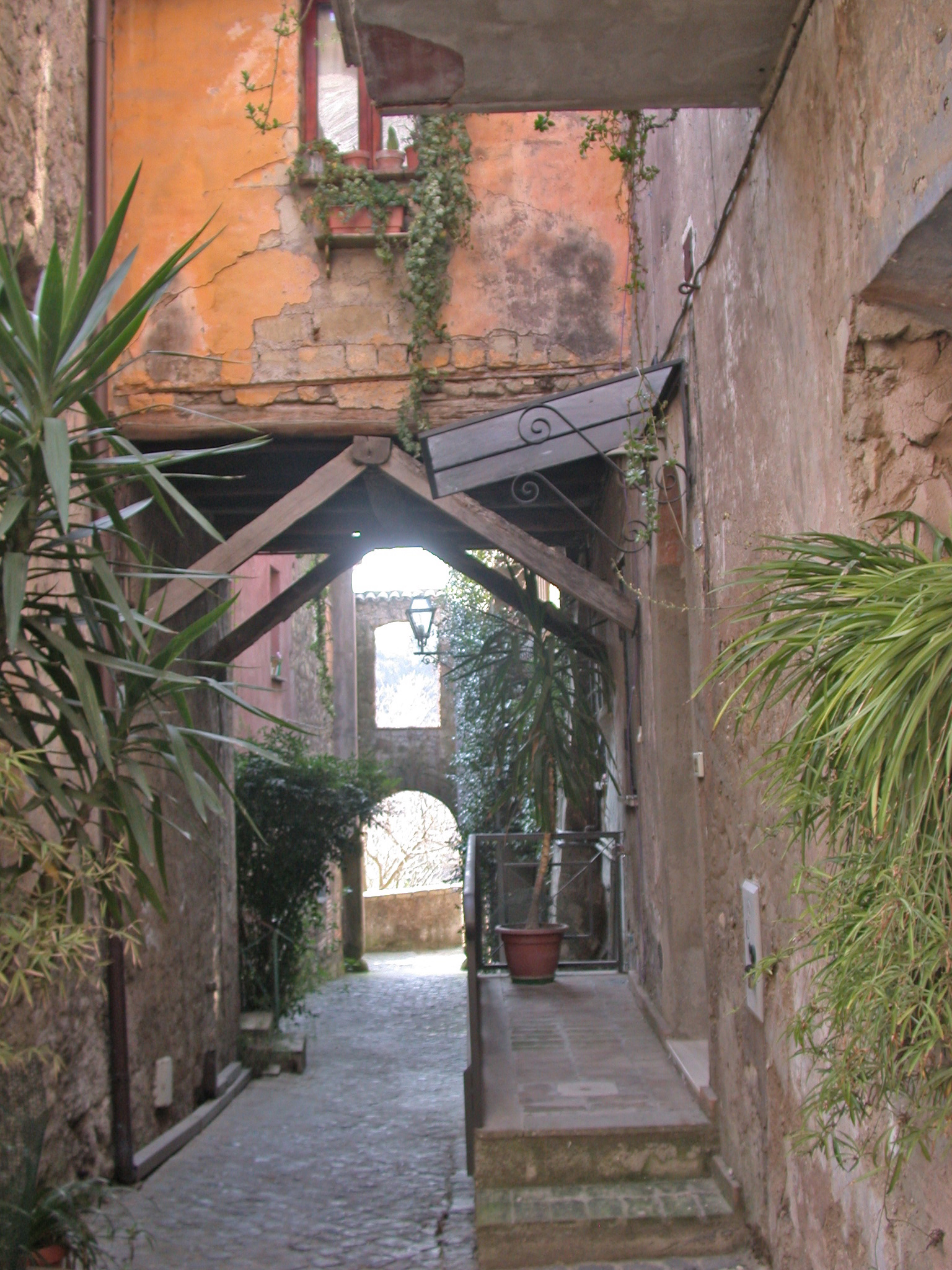
Centre historique de Formello.

## Administration
| Période                                  | Période | Identité | Étiquette | Qualité |
| ---------------------------------------- | ------- | -------- | --------- | ------- |
|                                          |         |          |           |         |
| Les données manquantes sont à compléter. |         |          |           |         |

### Hameaux
Le Rughe

### Communes limitrophes
Campagnano di Roma, Romagnano al Monte,  Sacrofano